# Seznam španskih nogometašev
Seznam španskih nogometašev.

## A
- Antonio Adán
- Aritz Aduriz
- Raül Agné
- David Albelda
- Raul Albiol
- Thiago Alcantara
- Rafael Alcorta
- Manuel Almunia
- Xabi Alonso
- Miguel Ángel Angulo
- Agustin Aranzábal
- Daniel Aranzubia
- Álvaro Arbeloa
- Javier Arizmendi
- Sergio Asenjo
- César Azpilicueta

## B
- Jose Maria Baquero
- Rubén Baraja
- Sergi Barjuán
- Raúl Bravo
- Sergio Busquets
- Emilio Butragueño
- Marc Bartra

## C
- José Antonio Camacho
- José Luis Caminero
- Sergio Canales
- José Santiago Cañizares
- Joan Capdevila
- Diego Capel
- Iker Casillas
- Santi Cazorla
- Pedro Contreras
- Xavier Hernández Creus
- Marc Crosas
- Ibán Cuadrado
- Carlos Cuéllar
- Kiko Casilla
- Ruben Castro
- Daniel Carvajal

## D
- Juan Velasco Damas
- Alexis Ruano Delgado
- Gerard Deulofeu

## E
- Vicente Engonga
- Joseba Etxeberria

## F
- Cesc Fabregas
- Abelardo Fernández
- Albert Ferrer
- Nacho Fernández

## G
- David García
- Javi García
- Juan Francisco García
- Luis García
- Raúl García
- David de Gea
- Francisco Gento
- Fernando Giner
- Juan Antonio Goicoechea
- Raúl González
- Esteban Granero
- Josep Guardiola
- Julen Guerrero
- Daniel Güiza
- José Maria Gutiérrez

## H
- Iván Helguera
- Pablo Hernández
- Fernando Hierro
- Manuel Sanchís Hontiyuelo
- Asier del Horno

## I
- Pablo Ibáñez
- Andrés Iniesta
- Andoni Iraola
- Jon Irazustabarrena Lizarralde
- Ander Iturraspe
- Asier Illaramendi

## J
- Francisco "Paco" Jémez
- Roberto Jiménez
- José Manuel Jurado

## K
- Aitor Karanka
- Koke
- Bojan Krkić
- Ladislao Kubala

## L
- Daniel García Lara
- Gustavo Laube
- Eugenio Leal
- Pedro León
- Fernando Llorente
- Joseba Llorente
- Julen Lopetegui
- Antonio López
- Diego López
- Gerard López
- Alberto Lopo
- Juan Lozano
- Albert Luque

## M
- Carlos Marchena
- César Martín
- Javier "Javi" Martínez
- Luis Enrique Martínez
- Manuel Sanchís Martínez
- Miguel Ángel Ferrer Martínez
- Juan Manuel Mata
- Gaizka Mendieta
- Fran Mérida
- José Francisco Molina
- Nacho Monreal
- Javi Moreno
- Juan Gutiérrez Moreno
- Fernando Morientes
- Iker Muniain
- Pedro Munitis
- Martin Montoya
- Álvaro Morata
- Rodrigo Moreno
- Pedro Mosquera

## N
- Miguel Angel Nadal
- Fernando Navarro
- Javier Navarro
- César Navas
- Jesus Navas
- Álvaro Negredo
- Nacho Novo
- Nolito

## O
- Dani Olmo

## P
- Manuel Pablo
- Andrés Palop
- Javier de Pedro
- Alfonso Pérez
- Mariano Pernía
- José Manuel Pinto
- Gerard Piqué
- Oleguer Presas
- Carles Puyol

## R
- Antoni Ramallets
- Sandro Ramirez
- Sergio Ramos
- Ruben de la Red
- José "Pepe" Reina
- José Miguel González Rey
- José Antonio Reyes
- Albert Riera
- Sergi Roberto
- Pedro Rodríguez
- Vicente Rodríguez
- Enrique Romero
- Oriol Romeu
- Javi Ros
- Francisco Rufete

## S
- Miguel Ángel Salgado
- Julio Salinas
- Bruno Saltor
- Josep Samitier
- César Sánchez
- Joaquín Sánchez
- Santillana
- Josu Sarriegi
- Marcos Senna
- David Silva
- Roberto Soldado
- Bruno Soriano
- Alfredo Di Stéfano

## T
- Raúl Tamudo
- Óscar Téllez
- Gabriel García de la Torre
- Curro Torres
- Fernando Torres
- Diego Tristán
- Oliver Torres

## U
- Ismael Urzaiz

## V
- Victor Valdes
- Borja Valero
- Juan Carlos Valerón
- Juan Zambudio Velasco
- Javi Venta
- David Villa

## Z
- Ricardo Zamora
- Telmo Zarra
- Andoni Zubizarreta